# Зимова першість України з футболу 2013 року серед жіночих команд
Зимова першість України з футболу 2013 року серед жіночіх команд — 2-га зимова першість України серед жінок. Відроджений через 5 років від проведення першого зимового чемпіонату 2008 року. Питання про проведення 2-го чемпіонату обговорювалося в листопаді 2012 року на засіданні Комітету жіночого футболу України ФФУ. Зрештою, було прийнято рішення запланувати проведення турніру на лютий 2013 року. У чемпіонаті взяли участь 10 команд. Матчі проходили в критому спорткомплексі «Іллічівець» у Маріуполі. Складалися з двох таймів по 35 хвилин. Переможцем турніру стала чернігівська «Легенда». Найкращим гравцем турніру стала Оксана Знайденова («Житлобуд-1»), а найкращим бомбардиром — Тетяна Козиренко («Легенда»).

## Учасники
| Клуб             | Місто                         |
| ---------------- | ----------------------------- |
| Атекс-СДЮШОР №16 | Київ                          |
| Донеччанка       | Донецьк                       |
| Житлобуд-1       | Харків                        |
| Житлобуд-2       | Харків                        |
| Зоря-Спартак     | Луганськ                      |
| Іллічівка        | Маріуполь                     |
| Легенда-ШВСМ     | Чернігів                      |
| Нафтохімік       | Калуш                         |
| КОЛІСП           | Костопіль, Рівненська область |
| Чорноморочка     | Одеса                         |

## Перший етап
На першому етапі 10 команд-учасниць були розділені на 3 групи. Після завершення групового етапу троє переможців груп та найкраща з других команд зустрілися в півфіналах, переможці яких зустрілися в фінальному матчі. Невдахи групового етапу й півфіналів розіграли в стикових матчах місця з 3-о по 10-е.

### Група 1
| 1 | Житлобуд-1   | ~   |     | 6:0 | 5:0 | 3 | 3 | 0 | 0 | 15 — 0 | 9 |
| 2 | Іллічівка    | 0:4 | ~   |     | 9:0 | 3 | 1 | 1 | 1 | 11 — 6 | 4 |
| 3 | Житлобуд-2   |     | 2:2 | ~   |     | 3 | 1 | 1 | 1 | 10 — 8 | 4 |
| 4 | Чорноморочка |     |     | 0:8 | ~   | 3 | 0 | 0 | 3 | 0 — 22 | 0 |

### Група 2
| 1 | Нафтохімік       | ~   | 1:0 |     | 2 | 2 | 0 | 0 | 5 — 0 | 6 |
| 2 | КОЛІСП           |     | ~   | 2:2 | 2 | 0 | 1 | 1 | 2 — 3 | 1 |
| 3 | Атекс-СДЮШОР №16 | 0:4 |     | ~   | 2 | 0 | 1 | 1 | 2 — 6 | 1 |

### Група 3
| 1 | Донеччанка   | ~   | 2:1 |      | 2 | 2 | 0 | 0 | 9 — 1  | 6 |
| 2 | Легенда-ШВСМ |     | ~   | 13:0 | 2 | 1 | 0 | 1 | 14 — 2 | 3 |
| 3 | Зоря-Спартак | 0:7 |     | ~    | 2 | 0 | 0 | 2 | 0 — 20 | 0 |

## Матчі плей-оф

### 1/2 фіналу
| 1/2 фіналу 27.02.2013 | «Житлобуд-1» | 0:1 | «Легенда»            | Маріуполь                |  |
| 9:00 EET (UTC+3) |              |     | Тетяна Козиренко 64' | Стадіон: СК «Іллічівець» |  |
| Саніна (к), Денисенко, Костюченко, Пожарська, Аполлоніна, Знайденова, Єоеменко, Тихонова (Денисенко, 30), Нестеренко, Овдійчук, Мозольська Санець, Томілко, Рижова, Соколенко (Шматко, 33), Маслянко (к), Мелконянц, Хімич, Корсун (Кочнєва, 50), Гнидюк, Бочковська, Козиренко |              |     |                      |                          |  |

| 1/2 фіналу 27.02.2013 | «Нафтохімік»        | 1:1 (3:4 пен.)                                                                             | «Донеччанка»      | Маріуполь                |  |
| 10:30 EET (UTC+3) | Оксана Яковишин 25' |                                                                                            | Альона Ковтун 47' | Стадіон: СК «Іллічівець» |  |
| |                     | Пенальті                                                                                   |                   |                          |  |
| Олена Ходирєва · Христина Пасічник · Ангеліна Молошик · Надія Чайка · Оксана Яковишин |                     | Тетяна Громовська · Анастасія Вороніна · Ганна Вороніна · Катерина Ішутіна · Ольга Авдєєва |                   |                          |  |
| Підвисоцька, Пасічник, Ходирєва (к), Яковишин, Михайлюк, Ботюк (Чайка, 53), Марчук, Андрухів (Мохнач, 67), Дем'янюк, Кравець, Молошик Познохірєва, Папайло, Клавдієнко, Авдєєва, Вороніна, Ішутіна (к), Майбородіна, Громовська, Мазурова, Ковтун, Вороніна |                     |                                                                                            |                   |                          |  |

### Матч за 9-е місце
| 27.02.2013 | «Зоря-Спартак» | 0:1 | «Чорноморочка»      | Маріуполь                |  |
| 12:00 EET (UTC+3) |                |     | Оксана Козирєва 68' | Стадіон: СК «Іллічівець» |  |
| Драчук, Рибак (Севостьянова, 36), Бубнова, Головіна (Гриценок, 60), Скрильнікова, Трофімова (к), Завідова, Кулек (Лагутіна, 57), Третьяченко (Менжик, 55), Худан, Трембач Бондаренко, Волошина, Коломійчук, Кирчевська, Щеткіна, Козирєва, Базан (к), Болог, Мінова (Меріора, 70+1), Колеснік, Полюх (Сунка, 36) |                |     |                     |                          |  |

### Матч за 7-е місце
| 27.02.2013 | «Житлобуд-2»                    | 2:4 | «Атекс-СДЮШОР №16»                                                    | Маріуполь                |  |
| 18:00 EET (UTC+3) | Яна Дичко 10' Альона Цибіна 16' |     | 9' Олександра Фірсова 19' Марина Пушенко 58', 63' (пен.) Аліна Скидан | Стадіон: СК «Іллічівець» |  |
| Фомченко, Рапа, Соколовська, Подольська, Бондар, Дичко, Кітаєва, Калініна, Малахова (к) (Коломієць, 58), Музика, Цибіна Мельничук, Пономаренко, Солдатова (к), Ошовська (Кузьмич, 57), Випасняк (Кордиш, 69), Фірсова, Байгорович, Скидан, Холод (Інкіна, 66), Пушенко, Шилова (Долбіна, 70) |                                 |     |                                                                       |                          |  |

### Матч за 5-е місце
| 28.02.2013 | «Іллічівка»                                   | 2:0 | КОЛІСП | Маріуполь                |  |
| 9:00 EET (UTC+3) | Поліна Полухіна 5' (пен.) Світлана Фрішко 30' |     |        | Стадіон: СК «Іллічівець» |  |
| Клімова, Дзіно (Залевська, 70+1), Щербанева, Полухіна, Назаренко (к), Норік, Петрик (Салай, 9; Ліхая, 49), Фрішко, Крадожон (Колеснік, 68), Кулаковська, Фісенко Мельничук, Пономаренко, Солдатова (к), Ошовська (Кузьмич, 57), Випасняк (Кордиш, 69), Фірсова, Байгорович, Скидан, Холод (Інкіна, 66), Пушенко, Шилова (Долбіна, 70) |                                               |     |        |                          |  |

### Матч за 3-е місце
| 28.02.2013 | «Житлобуд-1»                    | 1:0 | «Нафтохімік» | Маріуполь                |  |
| 10:30 EET (UTC+3) | Єлизавета Костюченко 46' (пен.) |     |              | Стадіон: СК «Іллічівець» |  |
| Саніна, Аполлоніна, Костюченко, Пожарська, Земляна, Знайденова, Єременко, Тихонова, Нестеренко, Овдійчук, Мозольська (к) Підвисоцька, Шпак, Пасічник, Ходирєва (к), Яковишин, Чайка, Марчук (Козубович, 58), Андрухів, Кравчук (Михайлюк, 15), Молошик (Дем'янюк, 65), Мохнач (Ботюк, 51) |                                 |     |              |                          |  |

### Фінал
| фінал 28.02.2013 | «Легенда-ШВСМ»      | 0:0 (4:3 пен.)                                                                             | «Донеччанка»      | Маріуполь                |  |
| 12:00 EET (UTC+3) | Оксана Яковишин 25' |                                                                                            | Альона Ковтун 47' | Стадіон: СК «Іллічівець» |  |
| |                     | Пенальті                                                                                   |                   |                          |  |
| Тетяна Козиренко · Ліана Бочковська · Ірина Кочнєва · Ольга Маслянко · Ольга Соколенко |                     | Тетяна Громовська · Анастасія Вороніна · Ганна Вороніна · Катерина Попайло · Ольга Авдєєва |                   |                          |  |
| Санець, Томілко, Маслянко (к), Шматко, Мелконянц, Корсун (Соколенко, 56), Хімич, Гнидюк, Кочнєва, Козиренко, Бочковська Познохірєва, Папайло, Клавдієнко, Вороніна, Ішутіна (к), Вороніна, Громовська, Ковтун, Майбородіна, Мазурова, Авдєєва |                     |                                                                                            |                   |                          |  |

## Бомбардири
Найкращими бомбардирами турніру стали Тетяна Козиренко, Світлана Фришко й Оксана Яковишин, які забили по 5 м'ячів.
| #   | Футболіст         | Команда            | Голи (пен.) | Матчі |
| --- | ----------------- | ------------------ | ----------- | ----- |
| 1—3 | Тетяна Козиренко  | Легенда-ШВСМ       | 5           | 4     |
| 1—3 | Оксана Яковишин   | «Нафтохімік»       | 5           | 4     |
| 1—3 | Світлана Фрішко   | Іллічівка          | 5           | 4     |
| 4—6 | Яна Малахова      | Житлобуд-2         | 4           | 4     |
| 4—6 | Таїсія Нестеренко | Житлобуд-1         | 4           | 5     |
| 4—6 | Марія Тихонова    | Житлобуд-1         | 4 (1)       | 5     |
| 7—9 | Ганна Вороніна    | Донеччанка         | 3           | 4     |
| 7—9 | Аліна Скидан      | «Атекс-СДЮШОР №16» | 3 (1)       | 3     |
| 7—9 | Яна Калініна      | Житлобуд-2         | 3           | 4     |

## Статистичні дані
- Всього на турнірі забито 81 м'яч[7].
- Найрезультативніший тур на голи — 3-й. У ньому було забито 26 м'ячів[7].
- З 19 поєдинків 4 матчі завершилися з нічийним рахунком[7].
- На турнірі зафіксовано лише 1 автогол. Він на рахунку Марини Кірчевської з «Чорноморочка», який відбувся в матчі проти «Іллічівки» на 10-й хвилині першого тайму[7].
- Всього призначено 6 пенальті, з яких 4 — були реалізовані[7].
- Всього арбітри показали 43 жовтих та 1 червону картку (друге попередження гравцеві чернігівської «Легенди» Тетяні Рижової)[7].